# Come rubare un milione di dollari e vivere felici
Come rubare un milione di dollari e vivere felici (How to Steal a Million) è un film statunitense del 1966, diretto da William Wyler, con Audrey Hepburn, Peter O'Toole e Eli Wallach.

## Trama
Charles Bonnet è considerato uno stimato collezionista d'arte, mentre, in realtà, è un valente falsario. Bonnet presta ad un prestigioso museo di Parigi la sua Venere di Cellini, stimata un milione di dollari, che però è un falso. Ben presto però Bonnet scoprirà che la statuetta deve essere sottoposta a verifica degli specialisti, per validare l'assicurazione stipulata a garanzia della integrità dell'opera d'arte, che include anche esami per la verifica che sia o meno autentica e questo porterebbe a smascherarlo, potendo persino finire in prigione.
Mentre Bonnet e la figlia Nicole cercano di trovare una soluzione, quest'ultima una notte scopre un uomo in casa sua e che la ragazza presume sia un ladro. Non potendolo denunciare, a causa del lavoro di falsario del padre, lo accompagna nel suo albergo e gli chiede di aiutarla a rubare la falsa statua dal museo, così da evitare problemi per il padre. 
Ad ingarbugliare ulteriormente la situazione c'è il fatto che Simon non è un ladro, ma un detective, esperto in opere d'arte, che indaga proprio sull'attività del padre di Nicole. Essendosi innamorato della ragazza, Simon non le dice nulla e si fa passare per un ladro, decidendo di aiutarla a rubare la falsa statua da un milione di dollari, che è stata prestata ad un museo di Parigi, per poi venderla ad un collezionista americano, che avrà l'obbligo di non poterla mai mostrare a nessuno e intascare una ingente somma.

## Curiosità
- Il personaggio di Davis Leland doveva essere interpretato da George C. Scott, il quale venne licenziato da Wyler per non essersi presentato il primo giorno di riprese. Sembra che tale assenza fu dovuta all'impossibilità di Scott di smaltire la sbornia procuratasi nei night club parigini la notte precedente.[1][2] La parte fu poi affidata a Wallach.
- I vestiti di Audrey Hepburn sono stati creati da Givenchy[1], che aveva già lavorato per l'attrice in Sabrina (1954), Cenerentola a Parigi (1957), Colazione da Tiffany (1961) e Sciarada (1963).
- Per la prima volta la Hepburn, prossima ai quarant'anni, viene truccata e fotografata per sembrare più giovane ed adeguata a quello che rimase il suo ultimo ruolo brillante negli anni sessanta.
- Le vetture che guidano i personaggi principali sono una Autobianchi Bianchina versione decapottabile Eden Roc, commercializzata a partire dal 1965, guidata da Audrey Hepburn. Mentre l'auto di Peter O'Toole è una Jaguar E-Type nella versione spider.